# Hohendubrau
Hohendubrau, obersorbisch Wysoka Dubrawaⓘ, ist eine sächsische Gemeinde im Landkreis Görlitz mit Verwaltungssitz in Weigersdorf und Teil des Verwaltungsverbandes Diehsa. Der Name der Gemeinde leitet sich von der Hohen Dubrau ab, ein eigentlicher Ort mit diesem Namen existiert allerdings nicht.

## Geographie
Die Gemeinde Hohendubrau liegt im mittleren Westen des Landkreises in einem waldreichen Gebiet südwestlich der Talsperre Quitzdorf im namensgebenden Höhenzug Hohe Dubrau. Sie liegt etwa mittig zwischen den beiden Kreisstädten Görlitz und Bautzen, von denen sie jeweils rund 20 Kilometer entfernt ist.

### Gemeindegliederung
Die Gemeinde Hohendubrau gliedert sich in die nachfolgenden Ortsteile (die Einwohnerzahlen beziehen sich auf den 31. Dezember 2022):
- Dauban (Dubo), 245 Einwohner
- Gebelzig (Hbjelsk), 472 Einwohner
- Groß Radisch (Radšow), 333 Einwohner
- Groß Saubernitz (Zubornica), 82 Einwohner
- Jerchwitz (Jěrchecy), 42 Einwohner

- Ober Prauske (Hornje Brusy), 179 Einwohner
- Sandförstgen (Borštka), 46 Einwohner
- Thräna (Drěnow), 73 Einwohner
- Weigersdorf (Wukrančicy), 375 Einwohner.[2]

Zum amtlichen Sorbischen Siedlungsgebiet zählen alle Ortsteile außer Groß Radisch, Jerchwitz und Thräna.

## Geschichte
Die Gemeinde Hohendubrau entstand am 1. Juli 1995, als sich die Gemeinden Gebelzig (mit Groß Saubernitz und Sandförstgen), Groß Radisch (mit Jerchwitz und Thräna) und Weigersdorf (mit Dauban und Ober Prauske) zusammenschlossen.

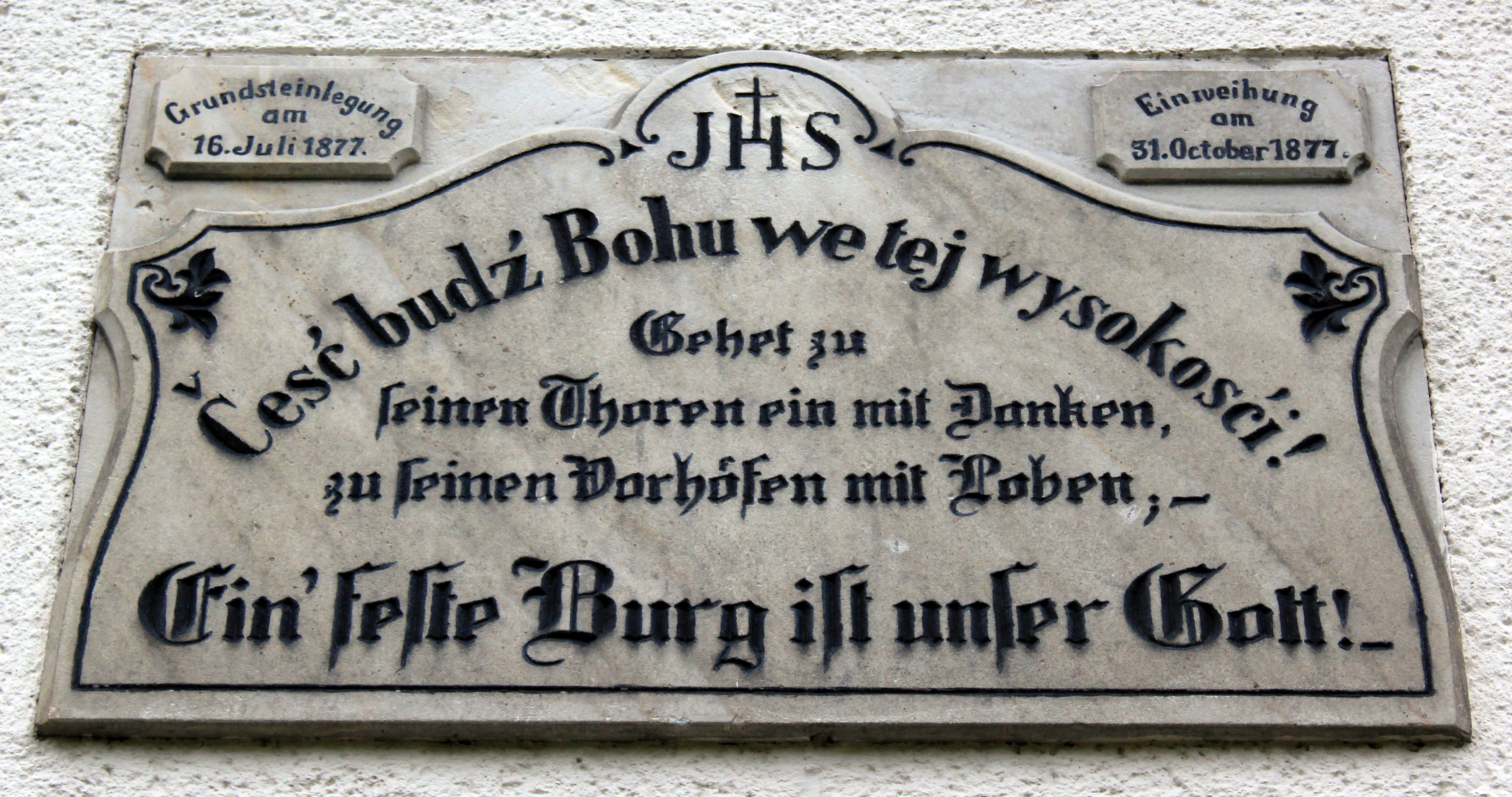
Zweisprachige Tafel an der Weigersdorfer Kirche

Der Ort Groß Radisch wurde im Jahr 1422 als Radisschaw erstmals urkundlich erwähnt. Der Name stammt aus dem sorbischen „Ort des Radiš“ und dürfte auf den Ortsgründer zurückzuführen sein oder auf den slawischen Kriegsgott Radegast hinweisen.
Jerchwitz hieß früher „Erbisdorff“ oder „Erichsdorf“. Die jetzige aus dem sorbischen stammende Bezeichnung ist vom Begriff Jarczowice abzuleiten, was so viel bedeutet wie „Dorf des Jarosch“ oder „Dorf des Jarik“.
Der Ortsname von Thräna ist vom sorbischen Drěnow (von drěn, „Kornelkirsche“) abgeleitet.
Alle Ortsteile waren ursprünglich sorbischsprachig. Noch 1884 lag der sorbische Bevölkerungsanteil laut Arnošt Muka zwischen 55 % in Jerchwitz und 92 % in Dauban. Ernst Tschernik zählte 1956 in den Gemeinden Gebelzig, Groß Radisch und Weigersdorf einen sorbischsprachigen Bevölkerungsanteil von nur noch 11, 2 bzw. 25 %. Heute ist die Sprache aus dem Ortsalltag verschwunden.

## Politik

### Gemeinderat
Die Kommunalwahlen der vergangenen Jahre ergaben folgende Stimm- bzw. Sitzverteilungen:
| Partei/Wählergruppe                                 | Ergebnis 2024 | Sitze 2024 |        | Ergebnis 2019 | Sitze 2019 | Ergebnis 2014 | Sitze 2014 | Ergebnis 2009 | Sitze 2009 | Ergebnis 2004 | Sitze 2004 |
| --------------------------------------------------- | ------------- | ---------- | ------ | ------------- | ---------- | ------------- | ---------- | ------------- | ---------- | ------------- | ---------- |
| CDU                                                 | 33,9 %        | 5          | 45,1 % | 7             | 47,7 %     | 7             | 50,4 %     | 7             | 62,0 %     | 9             |            |
| Freie Wählervereinigung Gebelzig                    | 24,0 %        | 3          | 30,1 % | 4             | 39,0 %     | 5             | 40,3 %     | 6             | 29,2 %     | 4             |            |
| Wählervereinigung Groß Radisch – Jerchwitz – Thräna | 23,1 %        | 3          | 24,8 % | 3             | 13,3 %     | 2             | 09,3 %     | 1             | 08,8 %     | 1             |            |
| AfD                                                 | 19,1 %        | 2          | –      | –             | –          | –             | –          | –             | –          | –             |            |
| Wahlbeteiligung                                     | 78,8 %        | 78,8 %     | 71,1 % | 71,1 %        | 59,7 %     | 59,7 %        | 59,4 %     | 59,4 %        | 51,2 %     | 51,2 %        |            |

Von den Sitzen der AfD bleibt einer unbesetzt, da die Partei nur einen Kandidaten zur Wahl gestellt hatte.

### Bürgermeister
- 1995–2015: Hans-Hermann Zschieschank (parteilos)
- 2015–2022: Denis Riese (parteilos)
- seit 2022: Henrik Biehle (CDU)

Bei der Kommunalwahl am 13. Juni 2022 wurde Henrik Biehle zum neuen Bürgermeister gewählt, er setzte sich mit 53,4 Prozent der Stimmen gegen zwei weitere Kandidaten durch. Er ist seit dem 1. August 2022 im Amt.
| Wahl | Bürgermeister             | Vorschlag    | Wahlergebnis (in %) |
| ---- | ------------------------- | ------------ | ------------------- |
| 2022 | Henrik Biehle             | CDU          | 53,4                |
| 2015 | Denis Riese               | Riese        | 57,2                |
| 2009 | Hans-Hermann Zschieschank | Zschieschank | 81,2                |
| 2002 | Hans-Hermann Zschieschank | Zschieschank | 99,0                |

## Kultur und Sehenswürdigkeiten
siehe auch: Liste der Kulturdenkmale in Hohendubrau

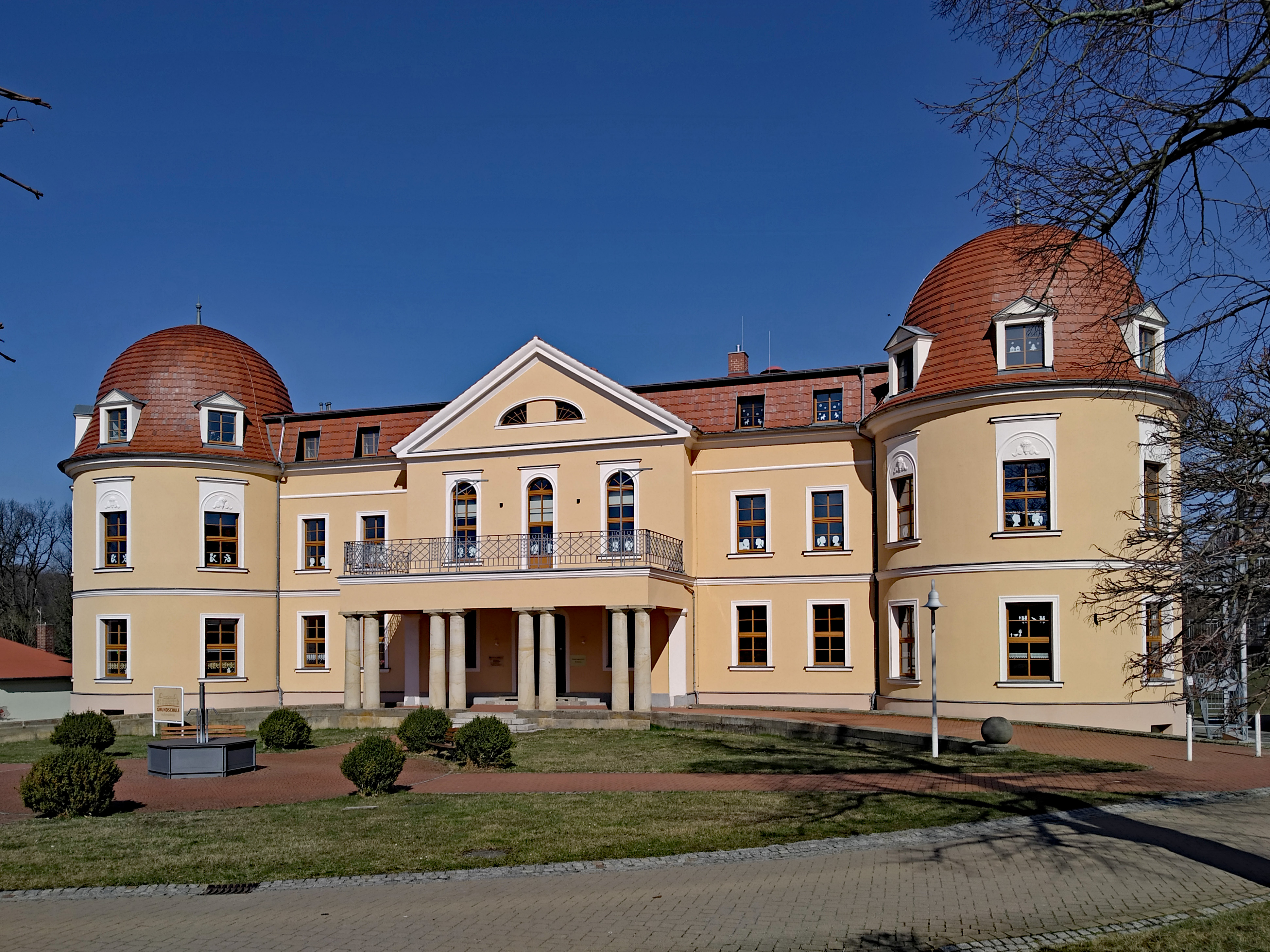
Die Grundschule Hohendubrau im ehemaligen Schloss im Ortsteil Gebelzig

- Aussichtsturm bei Groß Radisch auf dem Monumentberg (293,4 m ü. NN)
- Kirchen in Gebelzig, Groß Radisch und Weigersdorf
- Kirschenfest in Groß Radisch
- Elchgehege beim Ortsteil Dauban
- Freizeit- & Campingpark Thräna mit Wildtiergehege

### Naturschutz
- Siehe auch: Liste der Naturdenkmale in Hohendubrau

## Verkehrsanbindung
Die Bundesautobahn 4 verläuft südlich der Gemeinde und ist über den Anschluss Weißenberg zu erreichen.

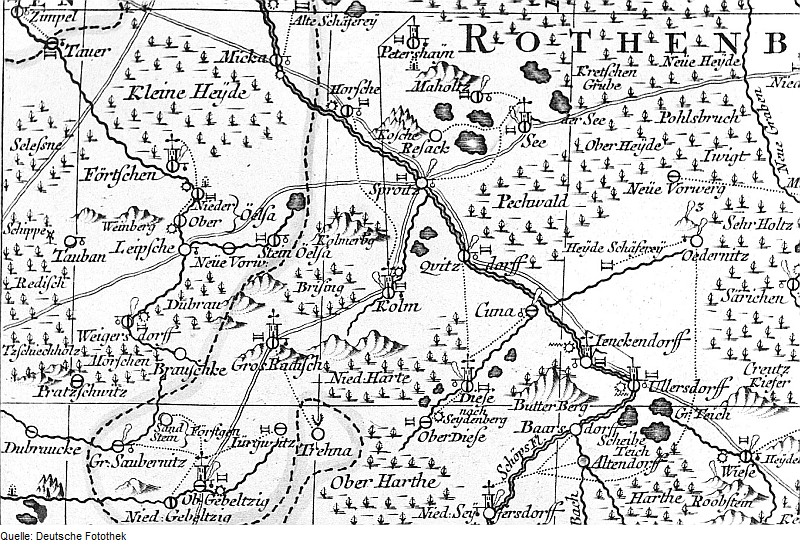
Hohendubrau-Dauban. Oberlausitzkarte, Schenk, 1759.